# Mường Luân
Mường Luân là một xã thuộc huyện Điện Biên Đông, tỉnh Điện Biên, Việt Nam.

## Địa lý
Xã Mường Luân có vị trí địa lý:
- Phía đông giáp xã Chiềng Sơ và xã Luân Giói
- Phía tây giáp xã Phì Nhừ
- Phía nam giáp xã Háng Lìa
- Phía bắc giáp xã Chiềng Sơ và xã Phì Nhừ.

Xã Mường Luân có diện tích 61,17 km², dân số năm 2022 là 4.564 người,  mật độ dân số đạt 74 người/km².

## Hành chính
Xã Mường Luân được chia thành 13 thôn, bản.

## Lịch sử
Ngày 7 tháng 10 năm 1995, Chính phủ ban hành Nghị định số 59-CP về việc chuyển xã Mường Luân thuộc huyện Điện Biên về huyện Điện Biên Đông mới thành lập quản lý.
Ngày 10 tháng 7 năm 2019, HĐND tỉnh Điện Biên ban hành Nghị quyết số 116/NQ-HĐND về việc:
- Sáp nhập một phần của bản Pá Vạt 3 vào bản Pá Vạt 1.
- Sáp nhập một phần của bản Pá Vạt 3 vào bản Pá Vạt 2.
- Sáp nhập bản Hát Sọt vào bản Na Pục.
- Sáp nhập bản Phiêng Sọt vào bản Na Ten.
- Thành lập bản Na Sản trên cơ sở bản Na Sản 1 và bản Na Sản 2.
- Sáp nhập Bản Bánh vào bản Na Hát.
- Sáp nhập bản Mường Luân 2 vào bản Mường Luân 1.
- Đổi tên bản Mường Luân 3 thành bản Mường Luân 2.

## Du lịch
Danh thắng: Tháp Mường Luân là di tích kiến trúc nghệ thuật cổ tại bản Mường Luân 1, ở chân núi Hủa Ta trên bờ dòng Nậm Ma (sông Mã). Tháp được xếp hạng di tích lịch sử văn hoá cấp I, cấp quốc gia từ năm 1980.